# Дитчберн, Тед
Эдвин Джордж «Тед» Дитчберн (24 октября 1921, Джиллингем — 26 декабря 2005, Ромфорд) — английский футболист, выступавший на позиции вратаря.

## Клубная карьера
В юношеском возрасте Тед, сын профессионального боксёра, работал на бумажной фабрике и параллельно выступал за «Нортфлит Юнайтед», после чего в 1937 году стал игроком «Тоттенхэм Хотспур», а спустя два года заключил с клубом профессиональный контракт. Во время Второй мировой войны Дитчберн служил в RAF в качестве инструктора по физическому воспитанию. Дебютировал за клуб в Wartime League 25 мая 1940 года, в игре против «Челси». В то же время до конца войны выступал за «Абердин», по окончании которой вернулся в «Тоттенхэм». Дебютировал за клуб 31 августа 1946 года в Футбольной лиге игрой с «Бирмингемом», завершившейся победой со счётом 2:1. В период с апреля 1948 по март 1954 годов провёл за клуб 247 матчей, в составе которого стал победителем второго дивизиона сезона 1949/50, а годом позже — чемпионом Англии.
Вратарь одним из первых разработал тактику «короткого броска», которая послужила отправной точкой для стиля «бей-беги», популярного в начале 1950-х годов. Из-за травмы пальца в матче марта 1958 года против «Челси» Тед завершил свою профессиональную карьеру. В общей сложности провёл за клуб 452 встречи во всех турнирах. Следующий сезон Дитчберн начал в качестве играющего тренера любительского клуба «Ромфорд». В 1962 году отказался от своей должности и стал игроком команды, продолжая играть ещё три года, проведя в целом 147 матчей. Новым клубом игрока стал «Брентвуд Таун», где позже Тед завершил свою карьеру футболиста.

## Карьера в сборной
19 февраля 1944 года Дитчберн провёл первый неофициальный матч в составе сборной Англии, за которую то время выступал Фрэнк Свифт и другие игроки, составляющие игроку конкуренцию за место на поле, против сборной Шотландии. Дебютировал за сборную в 1948 году, матчем против Швейцарии. Годом позже сыграл со сборной Швеции. Попал в заявку сборной на чемпионат мира 1950 года, но не сыграл ни одного матча. В 1953 году участвовал в турне по США, где его команда со счётом 6:3 обыграла хозяев турнира. В 1956 году снова получил вызов в сборную, приняв участия в трёх встречах. Кроме того, вратарь играл за вторую сборную Англии (против Нидерландов в мае 1949 и Швейцарии в январе 1950 годов).
| Дата           | Стадион                  | Соперник  | Счёт | Турнир                                      |
| -------------- | ------------------------ | --------- | ---- | ------------------------------------------- |
| 2 декабря 1948 | «Хайбери», Лондон        | Швейцария | 6:0  | Товарищеский матч                           |
| 13 мая 1949    | «Росунда», Стокгольм     | Швеция    | 1:3  | Товарищеский матч                           |
| 8 июня 1953    | «Поло Граундс», Нью-Йорк | США       | 6:3  | Товарищеский матч                           |
| 14 ноября 1956 | «Уэмбли», Лондон         | Уэльс     | 3:1  | Домашний чемпионат Великобритании 1955/1956 |
| 28 ноября 1956 | «Уэмбли», Лондон         | Югославия | 3:0  | Товарищеский матч                           |
| 5 декабря 1956 | «Молинью», Вулвергемптон | Дания     | 5:2  | Квалификация на ЧМ-1958                     |

## Личная жизнь
После окончания футбольной карьеры Дитчберн основал магазин игрушек, спортивной экипировки в Ромфорде. Позже занимался одним из стартапов. Любил играть в крикет и теннис. Проживал в деревне Уикем-Маркет. Скончался 26 декабря 2005 года в Ромфорде. В его честь была установлена мемориальная доска в нортфлитской школе.

## Достижения
Тоттенхэм Хотспур
- Чемпион Англии: 1950/51
- Победитель второго дивизиона: 1949/50